# Nox Arcana
Nox Arcana är en amerikansk musikduo bestående av Joseph Vargo och William Piotrowski som gör soundtrackaktig musik, med inslag liknande Midnight Syndicate, en grupp Joseph Vargo tidigare var medlem i. 
Albumet Winter's Knight kom på åttonde plats på amerikanska Billboardlistan för julmusik år 2006.

## Diskografi
Studioalbum
- 2003 – Darklore Manor
- 2004 – Necronomicon
- 2005 – Winter's Knight
- 2005 – Transylvania
- 2006 – Carnival of Lost Souls
- 2006 – Blood of Angels (med Michelle Belanger)
- 2006 – Blood of the Dragon
- 2007 – Shadow of the Raven
- 2008 – Grimm Tales
- 2008 – Phantoms of the High Seas
- 2009 – Blackthorn Asylum
- 2009 – Zombie Influx (med Jeff Hartz)
- 2009 – Winter's Eve
- 2010 – Theater of Illusion
- 2010 – House of Nightmares (med Jeff Hartz)
- 2011 – The Dark Tower
- 2012 – Winter's Majesty
- 2013 – Legion of Shadows
- 2013 – Crimson Winter: Original Motion Picture Soundtrack
- 2013 – Ebonshire
- 2014 – Ebonshire - Volume 2
- 2015 – Gothic
- 2015 – Ebonshire - Volume 3
- 2016 – Ebonshire - Volume 4
- 2017 – Season of the Witch
- 2017 – Ebonshire - Volume 5